# المثناة (الرين)
المثناة، هي قرية من فئة (ب) تقع في محافظة الرين، والتابعة لمنطقة الرياض في السعودية. وتبعد المثناة عن محافظة الرين بمسافة تقارب () كم.